# Lorenz Natter

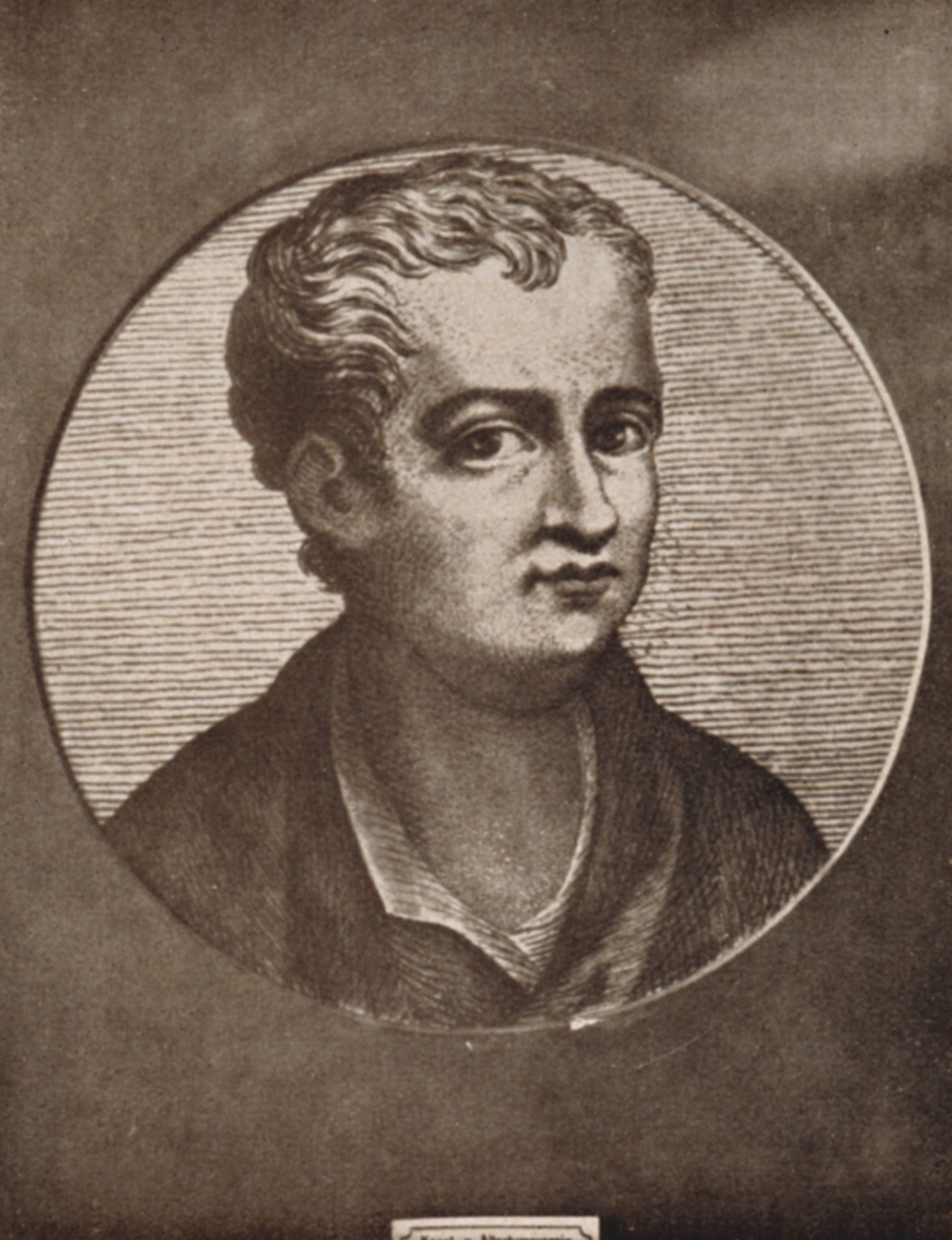
Johann Lorenz Natter

Johann Lorenz Natter (* 21. März 1705 in Biberach an der Riß; † 27. Oktober 1763 in St. Petersburg) war ein deutscher Edelsteinschleifer, Gemmenschneider und Medailleur. 

## Leben

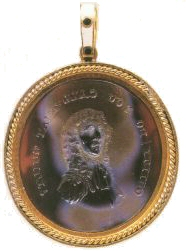
Porträt des 1683 hingerichteten englischen Freiheitshelden Algernon Sidney
Gemme von Lorenz Natter um 1740

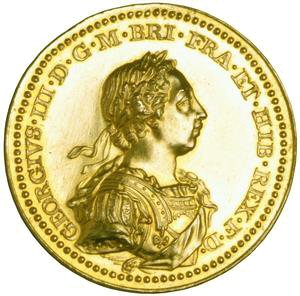
Medaille auf die Krönung Georg III. zum König von Großbritannien
Lorenz Natter 1761

Lorenz Natter kam am 21. März 1705 in einem Haus am Obstmarkt in Biberach an der Riß als Sohn des Garnsieders Ulrich Natter zur Welt und lernte erst das Goldschmiedehandwerk in seiner Heimatstadt, bevor er 1724 in die Lehre beim Siegelschneider Bernhard Ochs, einem Verwandten des Graveurs Johann Rudolf Ochs, nach Bern ging. Zeitgenossen schilderten ihn mit den Worten. „Mit großen Talente begabt, machte er selbst unter mittelmäßiger Anleitung bedeutende Fortschritte, und da er unablässig nach Vollkommenheit strebte, war auch bald sein Ruf als einer der berühmtesten und genialsten Edelsteingraveure gegründet.“ Er arbeitete auch in Neuenburg beim Gemmenschneider Johann Hug, der zuvor als Graveur an der Münzstätte Bern tätig war.
Um seine Kenntnisse noch zu vervollkommnen, reiste er nach Italien, studierte in Venedig, trat in den Jahren 1732 bis 1735 in die Dienste des kunstverständigen toskanischen Großherzogs Gian Gastone de’ Medici, der ihn nach Florenz schickte, wo er etliche Arbeiten ausführte, zu denen auch die Bildnisse seines Fürsten und des Kardinals Alessandros Albani gehörten, die er mit „ΝΑΤΤΕΡ έποίει“ bezeichnete.
In Florenz lernte Lorenz Natter den Antiquar Baron Philipp von Stosch kennen, der ihn in Geschichte der Antike unterwies und in die soeben von ihm gegründete Freimaurerloge in Florenz aufnahm. Zwei Jahre bevor der Großherzog von Toskana und mit ihm das Geschlecht der Medici in der männlichen Linie aussterben sollte, verließ Lorenz Natter den Hof, um in Rom seine Studien der Antike fortzusetzen. In Rom ehrte Papst Clemens XII. seine Arbeit mit einer Auszeichnung.
Im Jahr 1740 zog er nach London an den Hof Georgs II. von Großbritannien, der gleichzeitig Kurfürst von Hannover war. In England lernte Lorenz Natter seine Frau kennen und heiratete sie noch im selben Jahr. Im Jahr 1742 fertigte er eine Medaille auf Sir Robert Walpole, den ersten und mächtigen Premierminister von Großbritannien, sowie eine Gemme in fünf Lagen an, der er den Titel „Siegende Britannia“ gab. Beide zählen zu seinen Hauptwerken. Eine Auszeichnung erfuhr er, als die antiquarische Gesellschaft in London ihn mit allen Ehren unter ihre Mitglieder aufnahm. Er revanchierte sich, indem er im Jahre 1754 ein wissenschaftliches Werk mit dem Titel „Traité de la méthode antique de graver en pierres fines comparée avec la méthode moderne expliquée en diverses planches“ in englischer und französischer Sprache mit 37 Kupferstichen versehen herausgab, in dem er kurz und einfach die antiken Steine erklärte und seine umfassenden Kenntnisse in Geschichte und Mythologie zeigte. Da sein exzellenter Ruf als Medailleur ihm weit vorauseilte, erhielt er von vielen europäischen Fürstenhöfen Aufträge.
1757 reiste er an den niederländischen Hof Wilhelms IV. von Oranien in Den Haag, wo er feierlich zum Obermedailleur ernannt wurde und wo einige seiner weiteren Arbeiten entstanden. Anschließend weilte er längere Zeit am Hofe des Königs Christian VI. von Dänemark, der ihn fürstlich belohnte und wo er weiteren Ruhm erwarb.
Weitere Stationen seines unsteten Wanderlebens waren das neben Paris damalige Medailleurzentrum Stockholm und Dresden. Im Jahre 1761 fertigte er die offizielle Medaille auf die Krönung Georgs III. von Großbritannien und seiner Gattin Charlotte an. Zuletzt reiste er auf Anraten von Graf Nikita Iwanowitsch Panin, der Obersthofmeister der Zarin Elisabeth Petrowna und ein bekannter sachverständiger Kunstsammler war, 1762 nach Sankt Petersburg, erkrankte unterwegs und erreichte mit Mühe Petersburg, wo er nach längerem Leiden am 27. Oktober 1763 fernab seiner Heimat mit 57 Jahren starb.

## Bedeutung
Von ihm sind wenige Werke erhalten. Natter ist ein herausragender und früher Vertreter des klassizistischen Stils in der Glyptik des 18. Jahrhunderts. Das Gemmenschneiden beherrschte er wie kein anderer. Zu Übungszwecken schnitt er alte Gemmen so täuschend echt nach, dass man Kopie und Original nur schwer voneinander unterscheiden konnte. Eines dieser „Werke“ ist die „Medusa von Sophikles“. Mehrere seiner Gemmen tragen das „Υςοχδ“, das er für Wasserschlangennatter verwandte, was den bekannten Daktyliothekar Philipp Daniel Lippert verleitete, diese Arbeiten fälschlicherweise für griechische Arbeiten zu halten. In der Regel zeichnete er Werke mit „Natter“, „N.“ oder „J.L.N.“. Sein Werk „Traité de la méthode antique de graver en pierres fines comparée avec la méthode moderne expliquée en diverses planches“ existiert in einer französischen und einer selteneren englischen Ausgabe.

## Werke

### Abhandlungen
- Traité de la méthode antique de graver en pierres fines comparée avec la méthode moderne expliquée en diverses planches. Haberkorn, London 1754
- A treatise on the ancient method of engraving on precious stones, compared with the modern. Illustrated with copper-plates. London 1754

### Medaillen
- Medaillon auf den Großherzogs von Toskana Gian Gastone de’ Medici 1732/1735
- Medaillon auf den Kardinal Alessandro Albani 1732/1735
- Medaillon auf Premierminister Sir Robert Walpole, 1742
- Medaillon auf die Krönung des Königs Georg III. von Großbritannien 1761
- Medaillon auf die Krönung der Königin Charlotte von Großbritannien 1761

### Gemmen
- Fünfschichtige Gemme „Siegende Britannia“, um 1742.[3]
- Carneol-Intaglio mit dem Brustbild van Swieten
- Medusa von Sophikles